# Président de la Confédération suisse
Le président de la Confédération suisse (en allemand : Bundespräsident der Schweizerischen Eidgenossenschaft ; en italien : Presidente della Confederazione svizzera ; en romanche : President da la Confederaziun svizra) est le membre du Conseil fédéral qui conduit le gouvernement de la Suisse en tant que primus inter pares. La fonction est exercée chaque année par un conseiller fédéral différent, élu selon le principe de l'ancienneté lors de la session d'hiver par l'Assemblée fédérale.  
La fonction est occupée par Karin Keller-Sutter depuis le 1er janvier 2025.

## Fonctions du président
Le président dirige les séances du Conseil fédéral, qui compte sept membres. Son vote compte double en cas d'égalité des voix (l'abstention d'un membre lors d'un vote étant autorisée). Il est un primus inter pares et n'a pas d'autorité sur ses collègues qui sont ses égaux.
Le président de la Confédération ne peut pas être considéré comme un chef d'État puisque l'ensemble du collège des conseillers fédéraux exerce les prérogatives attachées à cette fonction.

### Compétences en cas d'urgence
En cas d’urgence, le président peut déroger à la procédure ordinaire de convocation et de délibération. Il a la compétence d’ordonner des mesures provisionnelles. S’il n’est pas possible de réunir le Conseil fédéral, le président décide à la place de celui-ci.

### Représentation
Le président exerce également des fonctions représentatives, comme la réception des lettres de créance des ambassadeurs ou l'accueil des chefs d'État et autres personnalités en visite. La tradition est que le premier voyage officiel soit une visite à la présidence autrichienne.
Le président prononce des allocutions notamment le 1er janvier, pour les vœux du nouvel an, le 9 mai, pour la journée des malades et le 1er août, à l'occasion de la Fête nationale suisse. Il inaugure des manifestations, comme la foire d'échantillons de Bâle, le Salon international de l'automobile de Genève, la foire agricole de Saint-Gall ou le Comptoir suisse de Lausanne.

## Élection
Le président de la Confédération est élu par l'Assemblée fédérale, réunissant le Conseil national et le Conseil des États, parmi les membres du Conseil fédéral le deuxième mercredi de la session d'hiver.
Son mandat dure un an et correspond à l'année civile (du 1er janvier au 31 décembre). Il n'est pas immédiatement rééligible, y compris à la vice-présidence du Conseil fédéral, mais peut remplir plusieurs mandats non successifs,.
La coutume pour l'accession à la présidence de la Confédération tient compte de l'ancienneté et implique que le nouveau président ait siégé sous la présidence des collègues élus avant lui au gouvernement.

## Vice-président du Conseil fédéral
Le vice-président du Conseil fédéral (en allemand : Vizepräsident des Bundesrates ; en italien : Vicepresidente del Consiglio federale ; en romanche : Vicepresident dal Cussegl federal) est le suppléant du président de la Confédération. Élu le même jour que le président, il assume toutes les obligations du président en cas d'empêchement de celui-ci et le remplace généralement comme président l'année suivante, sous réserve du vote de l'Assemblée fédérale. Pour l'année 2025, la fonction est assurée par Guy Parmelin, membre de l'Union démocratique du centre. 
Dans les faits, les rares cas où le vice-président n'accède pas à la présidence l'année suivante sont ceux où la personne quitte le Conseil fédéral durant ou immédiatement à la fin de son mandat de vice-président, pour cause de décès, de démission ou de non-réélection. Les derniers cas se déroulent en 2004, lorsque la vice-présidente Ruth Metzler-Arnold n'est pas réélue au Conseil fédéral, en 2010, lorsque le vice-président Moritz Leuenberger démissionne et quitte son mandat de conseiller fédéral le 31 octobre 2010. Il est alors remplacé pour les deux derniers mois par Micheline Calmy-Rey qui accède à la présidence l’année suivante.